# Xã Lake Sinai, Quận Brookings, South Dakota
Xã Lake Sinai (tiếng Anh: Lake Sinai Township) là một xã thuộc quận Brookings, tiểu bang Nam Dakota, Hoa Kỳ. Năm 2010, dân số của xã này là 175 người.